# Ind-Objekte und Pro-Objekte
Ind-Objekte und Pro-Objekte sind in der Mathematik ein Ersatz für induktive bzw. projektive Limites, wenn diese in einer Kategorie nicht existieren.

## Definition
Sei {\displaystyle C} eine Kategorie und {\displaystyle h\colon C\to C^{\wedge },\ X\mapsto h_{X}=C({-},X)} die kovariante Yoneda-Einbettung ({\displaystyle C^{\wedge }={\text{Set}}^{C^{\text{op}}}} ist die Kategorie der kontravarianten Funktoren von {\displaystyle C} in die Kategorie {\displaystyle {\text{Set}}} der Mengen). Die Kategorie {\displaystyle {\text{Ind}}(C)} der Ind-Objekte in {\displaystyle C} ist eine volle Unterkategorie von {\displaystyle C^{\wedge }}. Ein Objekt {\displaystyle X\in C^{\wedge }} liegt genau dann in {\displaystyle {\text{Ind}}(C)}, wenn es eine kleine filtrierende Indexkategorie und einen Funktor {\displaystyle Y\colon I\to C}  gibt, so dass {\displaystyle X} isomorph zu {\displaystyle \varinjlim _{i\in I}h_{Y(i)}} ist. ({\displaystyle I} heißt filtrierend, wenn gilt: {\displaystyle I} ist nicht leer; für {\displaystyle i,j\in I} existiert {\displaystyle k\in I} mit Morphismen {\displaystyle i\to k} und {\displaystyle j\to k}; für zwei Morphismen {\displaystyle f,g\colon i\to j} in {\displaystyle I} existiert ein Morphismus {\displaystyle h\colon j\to k}, so dass {\displaystyle hf=hg}. Ist {\displaystyle I} eine Halbordnung, dann ist {\displaystyle I} genau dann filtrierend, wenn {\displaystyle I} gerichtet ist.) Die Objekte von {\displaystyle {\text{Ind}}(C)} werden auch ind-darstellbare Funktoren genannt, vgl. Darstellbarkeit (Kategorientheorie).
Sei weiter {\displaystyle h\colon C\to ({\text{Set}}^{C})^{\text{op}},\ X\mapsto h^{X}=C(X,{-})} die kontravariante Yoneda-Einbettung. Dann ist {\displaystyle {\text{Pro}}(C)} die volle Unterkategorie von {\displaystyle ({\text{Set}}^{C})^{\text{op}}} bestehend aus Objekten, die isomorph zu {\displaystyle \varprojlim _{i\in I}h^{Y(i)}} für ein projektives System {\displaystyle Y\colon I^{\text{op}}\to C} sind. Die Objekte von {\displaystyle {\text{Pro}}(C)} werden auch pro-darstellbare Funktoren genannt. Es ist {\displaystyle {\text{Pro}}(C)={\text{Ind}}(C^{\text{op}})^{\text{op}}}.
Statt der generischen Bezeichnung Ind- bzw. Pro-Objekt spricht man ggf. konkret von Pro-Gruppen oder Ind-Schemata usw.

## Alternative Beschreibung
Sei {\displaystyle {\text{Ind'}}(C)} die Kategorie der Paare {\displaystyle (I,Y)} bestehend aus einer kleinen filtrierenden Kategorie {\displaystyle I} und einem Funktor {\displaystyle Y\colon I\to C}, wobei die Morphismen von {\displaystyle (I_{1},Y_{1})} nach {\displaystyle (I_{2},Y_{2})} durch
{\displaystyle \varprojlim _{i_{1}\in I_{1}}\varinjlim _{i_{2}\in I_{2}}C(Y_{1}(i_{1}),Y_{2}(i_{2}))}
gegeben sind. Der Funktor {\displaystyle {\text{Ind'}}(C)\to {\text{Set}}^{C^{\text{op}}}} ist volltreu, sein essentielles Bild ist nach Definition {\displaystyle {\text{Ind}}(C)}. Als Merkhilfe für die Reihenfolge kann dienen, dass die Identität kein Element in
{\displaystyle \varinjlim _{i_{2}\in I}\varprojlim _{i_{1}\in I}C(Y(i_{1}),Y(i_{2}))}
definiert.
Wegen dieser Beschreibung schreibt man Objekte von {\displaystyle {\text{Ind}}(C)} auch oft in der Form {\displaystyle {\text{``}}{\varinjlim _{i\in I}}{\text{''}}Y(i)} oder, wenn klar ist, dass nicht der induktive Limes in {\displaystyle C} gemeint ist, einfach {\displaystyle \varinjlim _{i\in I}Y(i)}.
Analog ist {\displaystyle {\text{Pro}}(C)} äquivalent zur Kategorie der projektiven Systeme {\displaystyle (I,Y)} mit Morphismen
{\displaystyle \varprojlim _{i_{2}\in I_{2}}\varinjlim _{i_{1}\in I_{1}}C(Y_{1}(i_{1}),Y_{2}(i_{2}))}
Pro-Objekte werden auch als {\displaystyle {\text{``}}{\varprojlim _{i\in I}}{\text{''}}Y(i)} notiert.

## Bemerkungen
- Für {\displaystyle X\in C} und ein induktives System {\displaystyle Y\colon I\to C} ist

{\displaystyle {\text{Ind}}(C)\left(X,{\text{``}}{\varinjlim _{i\in I}}{\text{''}}Y\right)=\varinjlim _{i\in I}C(X,Y(i))}
- Für {\displaystyle X\in C} und ein projektives System {\displaystyle Y\colon I^{\text{op}}\to C} ist

{\displaystyle {\text{Pro}}(C)\left({\text{``}}{\varprojlim _{i\in I}}{\text{''}}Y,X\right)=\varinjlim _{i\in I}C(Y(i),X)}
- Wenn {\displaystyle {\text{``}}{\varinjlim _{i\in I}}{\text{''}}Y} in {\displaystyle C^{\wedge }} isomorph zu {\displaystyle h_{X}} für ein {\displaystyle X\in C} ist, dann ist {\displaystyle X} ein induktiver Limes von {\displaystyle Y} in {\displaystyle C}. Die Umkehrung dieser Aussage gilt aber nicht. Beispiel: Ist {\displaystyle (I,Y)} das induktive System der endlich erzeugten Untergruppen von {\displaystyle \mathbb {Q} }, dann ist (siehe oben)

{\displaystyle {\text{Ind}}({\text{Ab}})\left(\mathbb {Q} ,{\text{``}}{\varinjlim _{i\in I}}{\text{''}}Y\right)=\varinjlim _{i\in I}{\text{Ab}}(\mathbb {Q} ,Y(i))=0\neq {\text{Ab}}(\mathbb {Q} ,\varinjlim _{i\in I}Y(i))=\mathbb {Q} }
- Die Voraussetzungen an die Indexkategorien sind wesentlich, weil jedes Objekt {\displaystyle X\in C^{\wedge }} induktiver Limes des Systems {\displaystyle (C\downarrow X)\to C^{\wedge }} ist (die so genannte Grothendieck-Konstruktion; siehe Kommakategorie für die Notation).
- Ist {\displaystyle C} eine kleine Kategorie, in der endliche Limites existieren, dann ist ein Funktor {\displaystyle X\colon C\to {\text{Set}}} genau dann ind-darstellbar, wenn er linksexakt ist. Dabei bewirkt die Linksexaktheit, dass die Kategorie {\displaystyle C\downarrow X} in der Grothendieck-Konstruktion filtrierend ist.

## Beispiele
- Ist {\displaystyle C} die Kategorie der endlichen Mengen, ist {\displaystyle {\text{Ind}}(C)} äquivalent zur Kategorie aller Mengen und {\displaystyle {\text{Pro}}(C)} äquivalent zur Kategorie der booleschen Räume (d. h. total unzusammenhängenden kompakten Hausdorffräume). Die Äquivalenz ist in beiden Fällen durch die Auswertung des induktiven bzw. projektiven Limes in der größeren Kategorie gegeben, wobei im zweiten Fall endliche Mengen mit der diskreten Topologie ausgestattet werden, um sie als boolesche Räume aufzufassen.[2]
- Ist {\displaystyle C} die Kategorie der endlichen Gruppen, ist {\displaystyle {\text{Pro}}(C)} äquivalent zur Kategorie der proendlichen Gruppen.
- Ist {\displaystyle C} die Kategorie der endlich präsentierten Moduln über einem Ring {\displaystyle R}, ist {\displaystyle {\text{Ind}}(C)} kanonisch äquivalent zur Kategorie aller {\displaystyle R}-Moduln.